# Uotsuri-jima

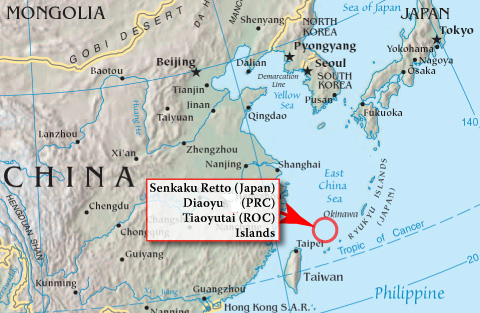
Lägeskarta

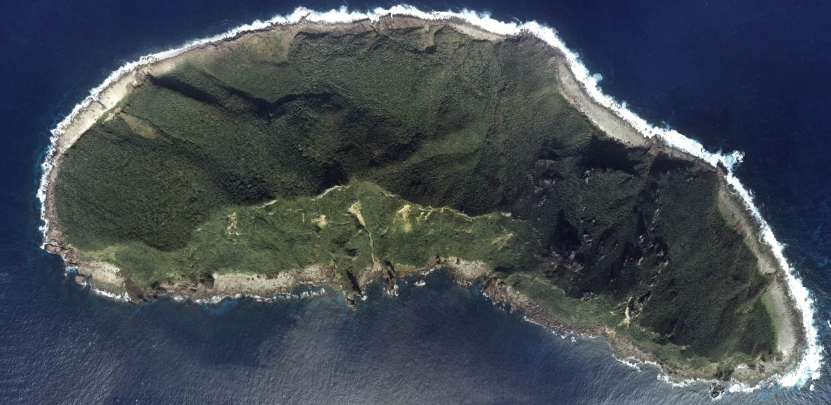
Uotsuri-jima

Uotsuri-jima (japanska Uotsuri-jima, kinesiska Diaoyutai, "Fiskeön") är huvudön i ögruppen Senkaku-öarna i nordvästra Stilla havet som förvaltas av Japan. Även Kina och Taiwan gör anspråk på området.

## Geografi
Uotsuri-jima ligger i Östkinesiska havet ca 410 sydväst om Okinawaöarna, ca 410 km öster om Kina och cirka 170 kilometer nordöst om Taiwans norra spets.
Havet kring öarna är mycket rikt på fisk och förmodas även ha stora olje- och naturgasfyndigheter.
Den obebodda ön är av vulkaniskt ursprung och har en areal om ca 3,82 km² med en längd på ca 3,5 km och ca 2 km bred. Den högsta höjden är på cirka 362 m ö.h. Ön ligger central i ögruppen Sinkaku-öarna som utgör en del av Sakishimaöarna tillsammans med Miyakoöarna och Yaeyamaöarna.
Förvaltningsmässigt utgör ögruppen en del av Ishigaki-stad i Okinawa prefekturen.

## Historia
Det är osäkert när öarna upptäcktes, de första dokumenterade kontakterna skedde först kring 1372 under Mingdynastin.
Under det Första sino-japanska kriget erövrade Japan ön Taiwan och Senkakuöarna som formellt tillföll Japan 1895.
Efter andra världskriget ockuperades området sedan av USA som förvaltade öarna fram till 1972 då de återlämnades till Japan.